# Lady of the Stars
Lady of the Stars è il diciassettesimo album in studio del cantautore scozzese Donovan, pubblicato nel 1984.

## Tracce
Side 1
1. Lady of the Stars – 4:37
2. I Love You Baby – 3:28
3. Bye, Bye Girl – 3:22
4. Every Reason – 3:05
5. Season of the Witch – 5:27

Side 2
1. Boy for Every Girl – 4:39
2. Local Boy Chops Wood – 3:29
3. Sunshine Superman – 4:06
4. Living for the Love Light – 3:44
5. Till I See You Again – 3:14